# Wzgórza Kunowskie
Wzgórza Kunowskie este o arie protejată (sit de importanță comunitară — SCI) din Polonia întinsă pe o suprafață de 1.868,67 ha, integral pe uscat.

## Localizare
Centrul sitului Wzgórza Kunowskie este situat la coordonatele 50°58′46″N 21°16′26″E / 50.9795°N 21.2738°E.

## Înființare
Situl Wzgórza Kunowskie a fost declarat sit de importanță comunitară în octombrie 2009 pentru a proteja 12 specii de animale.

## Biodiversitate
Situată în ecoregiunea continentală, aria protejată conține 10 habitate naturale: Vegetație psamofilă uscată cu pășuni deschise de Corynephorus și Agrostis, Lacuri eutrofice naturale cu vegetație de tip Magnopotamion sau Hydrocharition, Râuri cu maluri nămoloase cu vegetație de Chenopodion rubri p.p. și Bidention p.p., Pajiști uscate seminaturale și facies de acoperire cu tufișuri pe substraturi calcaroase (Festuco-Brometalia) (* situri importante pentru orhidee), Pajiști cu Molinia pe soluri calcaroase, turboase sau argilos-nămoloase (Molinion caeruleae), Liziere de ierburi înalte hidrofile de câmpie și de nivel montan până la alpin, Fânețe de joasă altitudine (Alopecurus pratensis, Sanguisorba officinalis), Păduri de stejar și carpen Galio-Carpinetum, Păduri aluvionare cu Alnus glutinosa și Fraxinus excelsior (Alno-Padion, Alnion incanae, Salicion albae), Păduri mixte riverane de Quercus robur, Ulmus laevis și Ulmus minor, Fraxinus excelsior sau Fraxinus angustifolia, de-a lungul marilor râuri (Ulmenion minoris).
La baza desemnării sitului se află mai multe specii protejate:
- amfibieni (2): buhai de baltă cu burta roșie (Bombina bombina), triton cu creastă (Triturus cristatus)
- mamifere (2): castor (Castor fiber), vidră de râu (Lutra lutra)
- nevertebrate (5): fluturele purpuriu (Lycaena dispar), Lycaena helle, Ophiogomphus cecilia, Osmoderma eremita, Phengaris teleius
- pești (3): Barbus carpathicus, Eudontomyzon mariae, cicar (Lampetra planeri)